# Appellation d'origine protégée en Suisse
Ne doit pas être confondu avec Appellation d'origine contrôlée.
Cet article concerne l'Appellation d'origine protégée de la Suisse. Pour l'Appellation d'origine protégée de l'Union Européenne, voir Appellation d'origine protégée. Pour les autres significations, voir AOP.

Logotype de l’AOP suisse.

L'appellation d'origine protégée (AOP) est un signe d'identification de la Suisse de l'origine et de la qualité qui permet de préserver les appellations d'origine suisses et offre une possibilité de déterminer l'origine d'un produit agricole transformé ou non quand il tire une partie de sa spécificité de cette origine.
L'appellation d'origine protégée certifie que « toutes les étapes de production, de la matière première à l'élaboration du produit fini, ont lieu dans la région définie » (plus strict que l'indication géographique protégée suisse).

## Histoire

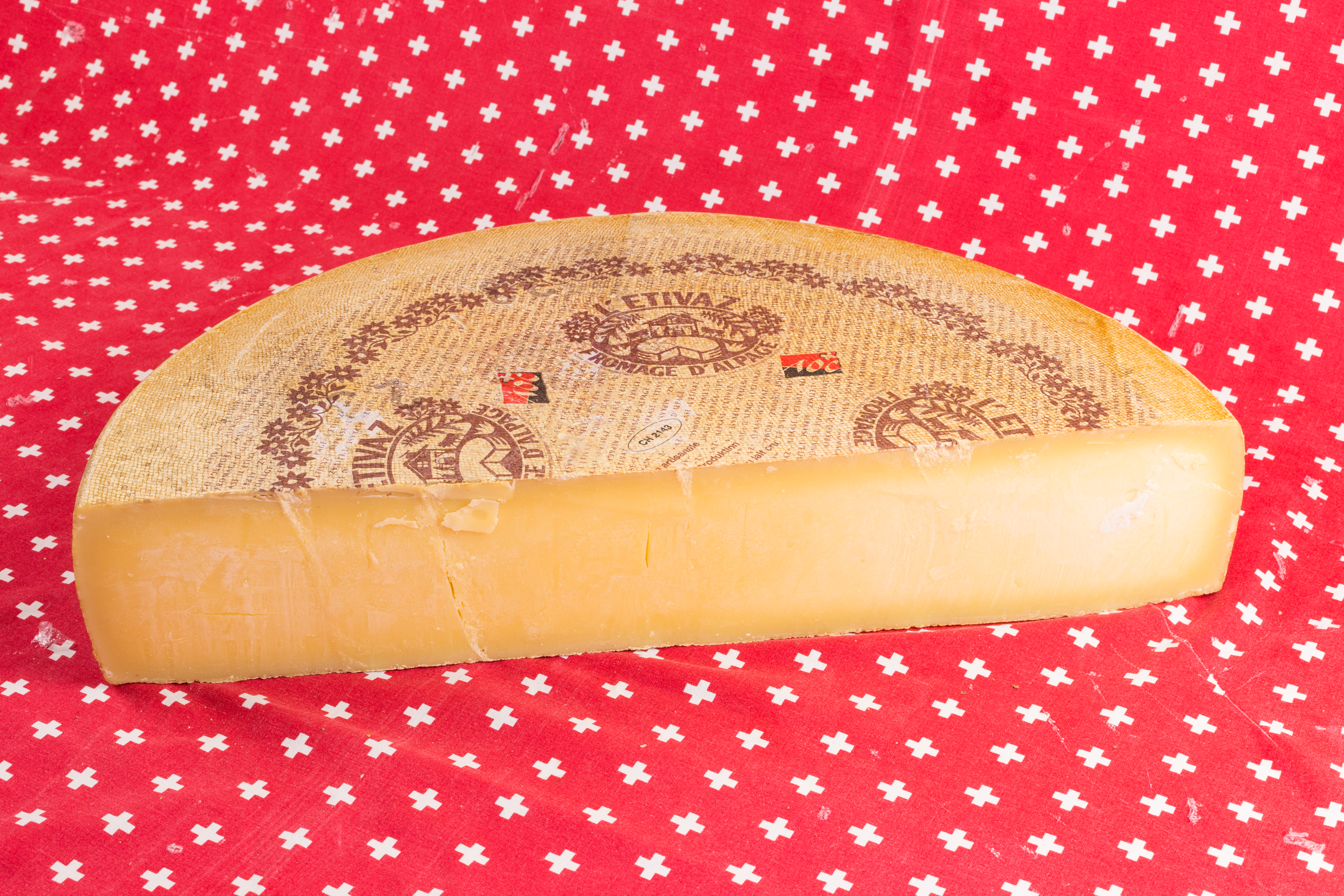
En 2000, le fromage L'Etivaz est devenu le premier produit suisse, autre que du vin, à obtenir une appellation d'origine contrôlée (AOC). En 2013, le terme a été remplacé par appellation d'origine protégée (AOP).

En Suisse, depuis 2013, le terme « appellation d'origine protégée » remplace les appellations d'origine contrôlée.

## Produits protégés par l'appellation
- Cardon épineux genevois[2]
- Munder Safran[2]
- Rheintaler Ribelmais (de)[2]
- Poire à Botzi

Produits de boulangerie
- Cuchaule
- Pain de seigle valaisan

Alcools
- Abricotine[2]
- Damassine[2]
- Eau-de-vie de poire du Valais[2]
- Zuger / Rigi Kirsch[2]

Fromages
- Berner Alpkäse
- Bloderkäse-Sauerkäse
- Emmental
- L'Etivaz
- Formaggio d'alpe ticinese
- Glarner Alpkäse
- Gruyère
- Raclette du Valais
- Sbrinz
- Tête de Moine
- Vacherin fribourgeois
- Vacherin Mont-d'or

## Produits candidats à l'appellation
- Bois du Jura
- Boutefas
- Bündner Bergkäse
- Huile de noix de Sévery
- Jambon de la borne
- St.Galler Alpkäse